# Сицилијанска вечерња
Сицилијанска вечерња (итал. Vespri siciliani, сиц. Vespiri siciliani) је представљала побуну на Сицилији 1282. против краља Карла I Анжујског, који је преузео Сицилију уз папину подршку 1266. Том побуном започео је Рат сицилијанске вечерње. Побуна се назива „вечерња“ јер је почела током вечерње службе на ускршњи понедељак. Хиљаде Француза је побијено током побуне. Устанак "Сицилијанска вечерња" организован је под геслом "Смрт Француској Италија жели".
Узроци побуне су сукоби Светог римског царства, тј. Хоенштауфоваца и папа око тога ко ће контролисати Италију. Када је поражен 1266. задњи Хоенштауфовац Манфред Сицилијански, папа Урбан IV је крунисао Карла I Анжујског као краља Сицилије.

## Анжујци на власти
Са доласком Анжујаца Сицилијом управљају Французи навлачећи гнев Сицилијанаца. Карло I Анжујски је сматрао краљевство Сицилију одскочном даском за шире амбиције освајања територија у медитеранском подручју. Првенствено је желио свргнути цара Византије Михајла VIII Палеолога. Карло I Анжујски је довео са собом Французе да управљају Сицилијом. Они су се јако лоше понашали према домаћем становништву. Французи су с времена на време некажњено пљачкали, убијали и силовали тако да су навукли мржњу локалног становништва.

## Различити описи почетка побуне
Постоје две интерпретације узрока побуне. По једној побуну су потакли византијски цар Михајло VIII Палеолог и арагонски краљ Педро III Арагонски, који је био Манфредов зет. По другој интерпретацији узроци побуне леже у непопуларности Анжујаца и Француза на Сицилији.
Побуна се назива „вечерња“ јер је почела током вечерње службе на ускршњи понедељак 30. мартa 1282. у цркви крај Палерма. Хиљаде Француза је побијено током следећих 6 седмица.
Постоји неколико верзија самих догађаја, којима започиње побуна. По две релативно различите верзије Французи су се у цркви баш на ускршњи понедељак непристојно понашали према сицилијанским женама. Због тога је почео напад на непристојне Французе. Остали Французи бране своје другове, па и они страдају. Из цркве се побуна и убијање Француза шири по целој Сицилији.

### Одраз побуне на савремено друштво
Према легенди, реч "мафија" ("mafia") води порекло управо из ове побуне. Поклич који је представљао почетак побуне гласио је "Morte Alla Francia Italia Anela!", што би се могло превести као "Смрт Французима је италијански крик!", односно "Morte Ai Francesi Indipendenza Anela" (или "Italia Avanti"), што има сличан превод. Акроним изведен из овог поклика гласи управо М.А.Ф.И.А.
Према другој легенди, која још једном повезује "Сицилијанску вечерњу" са сицилијанском мафијом, побуна је започела када је сицилијанска жена кренула у цркву да тражи своју ћерку, која се молила у цркви цели дан. Нашла је ћерку, коју је силовао француски војник. На то је мајка излетела на улицу и викала: итал. ma fia! ma fia! (што на италијанском значи моја ћерка, моја ћерка). Неки извори тврде да одатле долази реч "мафија", а други да је то само народна легенда.

## Последице
Користећи побуну против Анжујаца, краљ Педро III Арагонски је извршио инвазију и постао је краљ Сицилије. Карло I Анжујски је задржао контролу над Напуљским краљевством до своје смрти 1285. Његови наследници владају Напуљем до 1442.